# Game Boy Micro
Game Boy Micro是任天堂公司於2005年發售的便携式遊戲機，是Game Boy Advance的衍生机型，完全兼容Game Boy Advance遊戲軟體。

## 概要
Game Boy MICRO發售於2005年9月13日，特別為超級瑪利歐20周年紀念。性能等同於Game Boy Advance／Game Boy Advance SP，且非常小巧，便於攜帶。其螢幕缩小至2.0英寸（GBA/SP为2.9英寸），但同時在亮度上大幅度提高並有可調節的背光。
Game Boy MICRO是任天堂采用背光液晶屏幕的Game Boy Advance系列的款式，可做5級的亮度校調。同GBA不可摺疊，但其機型亦為系列中最輕巧的。
Game Boy MICRO也是Game Boy Advance系列中唯一不向下相容以前Game Boy和Game Boy Color遊戲。只支援GBA遊戲，另外連線配件也與Game Boy Advance系列不相容。

## 規格
- 液晶： 薄膜電晶體TFT彩色液晶（背光、可5段亮度調整）
- 畫面大小： 2.0型（28.32mm × 42.48mm）
- 解析度： 240 × 160_dot
- 表現能力： 32000色
- CPU： 32bit RISC-CPU
- 記憶體： 288KB WRAM ＋ 96KB VRAM（皆為CPU內建）
- 使用電源： 內建鋰充電電池
- 電池持續時間： 約6～10小時（電池全滿時）
- 充電時間： 約2.5小時（在電池無任何電力的狀態下充電至全滿時）
- 最大消耗電力： 約1.6Ｗ（充電時）
- 規格： 縱50.0mm × 横101.0mm × 高17.2mm
- 本體重量： 約80g（包含電池在內）

## 各地區發售日
- 日本國內－2005年9月13日
- 北美地區－2005年9月19日
- 台灣－2005年9月20日
- 中国大陆－2005年10月1日
- 歐洲地區－2005年11月4日

## 評價
由於下一代掌上遊戲機任天堂DS已經發佈，令Game Boy MICRO銷量不佳，首週銷量低於Game Boy Advance SP。截至2007年7月30日，Game Boy MICRO已售出242萬台。

## 外部連結
- 官方網站 （页面存档备份，存于）（日語）
- 官方网站（简体中文）